# 東哲平 (野球)
東 哲平（あずま てっぺい、1980年7月27日 - ）は、京都府宇治市出身の高校野球指導者。敦賀気比高等学校硬式野球部監督。

## 経歴
敦賀気比高校時代は甲子園に3回出場した。同期に東出輝裕、金森久朋がおり、2年秋は北信越大会決勝で先発登板して優勝に貢献。3年時は4番・一塁手。高校時代は中野洋一郎（のち部長）の指導を受けた。
卒業後は三菱自動車川崎に投手として入社。その後、北陸高等学校監督、中学生の硬式野球チーム全日本少年硬式野球連盟オールスター福井ヤング監督、敦賀気比高校コーチを経て監督に就任した。コーチ時代は山田修義や李開（のちに福井工業大学主将、敦賀気比コーチ）を指導した。オールスター福井ヤング時代は、読売ジャイアンツや阪神タイガースで活躍した小林繁を総監督に迎えた。小林繁への感謝は忘れず現在も福井県永平寺町の本覚寺にある小林繁記念碑に命日には必ず参っている。
2015年の第87回選抜高等学校野球大会に出場。監督として指揮を執った。2回戦の仙台育英高等学校戦、準々決勝の静岡県立静岡高等学校戦を1点差で制して勢いに乗ると、準決勝の大阪桐蔭高等学校との試合では松本哲幣が大会史上初の2打席連続満塁本塁打を打つなど打線が爆発し、11-0で大勝。決勝でも松本が大会最多本塁打記録に並ぶ大会通算３本目の本塁打を放ち東海大学付属第四高等学校に勝利。指導者として甲子園で初優勝した。
甲子園春夏連覇を狙った第97回全国高等学校野球選手権大会には、全国高等学校野球選手権福井大会を制して2年連続7回目の出場を決めた。甲子園初戦の高知県代表・明徳義塾高等学校戦では馬淵史郎との名将対決に。古賀優大を擁する明徳との試合は延長にもつれ込み、敦賀気比が延長10回の死闘を制した。しかし、次戦で高橋樹也、千葉耕太を擁した岩手県代表の花巻東高等学校に敗れた。
第93回選抜高等学校野球大会に5年ぶりに出場。初戦で常総学院高等学校に延長タイブレークの末惜敗した。
2021年の第103回全国高校野球選手権大会では準々決勝まで進出し、京都府の京都国際高等学校にサヨナラ負けした。
情熱的な指導に定評があり、平沼翔太らを育てた。大学球界、社会人野球界に幅広い人脈を持ち、教え子は福井工業大学、関西大学、関西学院大学、同志社大学、立命館大学、日本大学、東海大学、駒澤大学、専修大学、天理大学、創価大学、佛教大学など幅広い大学に進学している。東京ガス、大阪ガスなどに就職して社会人野球で活躍している教え子もいる。
国際大会での指導経験も豊富で2016BFAU18アジア選手権日本代表、2017WBSCU-18ワールドカップ日本代表のコーチを務めた。
2023年7月25日に第105回全国高校野球選手権記念福井大会準々決勝の敗退後に報道陣に退任する意向を示した。26日に学校側へ正式に伝えたが、関係者によると学校側は監督退任を受け入れず、慰留を行い、翌月8月8日に来年度以降も同校で指導を引き続き行なう事を発表した。

## 主な教え子
- 吉田正尚（野球選手）
- 川下竜世（野球選手、高校野球指導者）
- 山田修義（野球選手）
- 平沼翔太（野球選手）
- 西川龍馬（野球選手）
- 岸本淳希（野球選手）
- 喜多亮太（野球選手）
- 玉村祐典（野球選手）
- 長谷川信哉（野球選手）
- 笠島尚樹（野球選手）
- 三染真利（野球選手）
- 木下元秀（野球選手）
- 黒田響生（野球選手）
- 阪口竜暉（野球選手）
- 山﨑颯一郎（野球選手）